# 诺曼·斯通
诺曼·斯通（英語：Norman Stone，1941年3月8日—2019年6月19日），英国历史学家，牛津大学教授，剑桥大学教授，撒切尔首相政府顾问，欧亚研究中心成员，亚美尼亚种族大屠杀否认者。

## 生平
1941年出生在英国格拉斯哥，父亲死于第二次世界大战，凭借烈士军人家属身份获得奖学金进入格拉斯哥学院，1962年以优异成绩毕业于剑桥大学冈维尔与凯斯学院，之后在维也纳和布达佩斯研究中欧历史。在剑桥大学冈维尔与凯斯学院博士毕业之际被授予研究奖学金，担任俄罗斯历史和德国历史的助理讲师，1971年转到剑桥大学耶稣学院，1973年转为正式讲师。1983年他在《伦敦书评》上批评刚去世的英国历史学家爱德华·霍列特·卡尔。1984年成为牛津大学现代史教授。1997年离开牛津前往土耳其，担任毕尔肯大学国际关系学院教授。2005年转到土耳其科驰大学，2007年又转回毕尔肯大学。同时还担任海峡大学的客座教授。

## 著作
- 《一战简史》，中信出版社，2014年9月，ISBN 9787508646824
- 《二战简史》，中信出版社，2015年1月，ISBN 9787508649948
- 《土耳其简史》，中信出版社，2017年7月，ISBN 9787508674742